# 葉德里察湖 (庫尼亞區)
56°07′39″N 31°03′46″E / 56.12750°N 31.06278°E
葉德里察湖（俄语：Едрица），是俄羅斯的湖泊，位於該國西北部，由普斯科夫州負責管轄，處於庫尼亞區，面積1.1平方公里，集水區面積4.3平方公里，平均水深2米，最大水深4米。